# 泥母
泥母（白一平轉寫：n-）是中古漢語的一個聲母，屬舌音中的舌頭音，即端組，次濁聲母。該聲母在韻圖中列在一、四等，與列在二、三等的孃母互補。

## 擬音
由於在大多數漢語方言、域外方音和對音中，泥母的大多數字對應舌尖鼻音[n]，因此音韻學界一致同意將泥母擬爲[n]。
| 聲母 | 高本漢 | 李方桂 | 陸志韋 | 王力 | 周法高 | 李榮 | 邵榮芬 | 蒲立本 | 董同龢 | 鄭張尚芳 | 潘悟雲 | 《廣韻》字數 |
| ---- | ------ | ------ | ------ | ---- | ------ | ---- | ------ | ------ | ------ | -------- | ------ | ------------ |
| 泥   | n      | n      | n      | n    | n      | n    | n      | n      | n      | n        | n      | 303          |

## 例字
| 等   | 例字                             |
| ---- | -------------------------------- |
| 一等 | 男 nom、弩 nuX、耐 nojH、捺 nat  |
| 二等 |                                  |
| 三等 |                                  |
| 四等 | 年 nen、嫋 newX、念 nemH、涅 net |

## 現代方言、語言中的讀音
在北京音系中，泥母字聲母保持爲n [n]。多數漢語方言情況同北京音系。
大部分西南官話、部分江淮官話、贛語、湘語，泥母與來母不分，或在洪音前相混，這種現象在粵語新近的懶音裡亦越來越普遍。閩南語中泥母發生了塞音化[n]>[d]，後來濁塞音[d]又與來母[l]相混，故今日閩南語泉漳話泥來亦不分。晉語也有這種塞化現象，在敦煌藏文文獻記載的唐西北方音泥母亦發生了這種變化。

## 域外方音
在朝鲜语中，泥母保持爲ㄴ [n]，但在大韓民國標準語中按照頭音法則，四等字在[j]之前會脫落成零聲母ㅇ。比如“年”(nen)在朝鮮語中有년和연兩讀。
在日語中，泥母和明母平行，吳音中仍爲な行[n]，漢音中塞化成だ行。
在越南語中，泥母保持爲n [n]。